# Nato submarine rescue system
Le Nato submarine rescue system ou NSRS est un système mobile de sauvetage sous-marin. Il comprend un sous-marin de sauvetage (SRV) de type sous-marin de poche, deux chambres de décompression (TUP), un portique (PLARS) pour opérer le sous-marin et un ROV avec ses systèmes d'opération et de commande (IROV) et un système portable de navigation, de pistage et de communication (PNTCS). Ce système a été conçu conjointement pour les marines de guerre française, britannique et norvégienne.

## Description

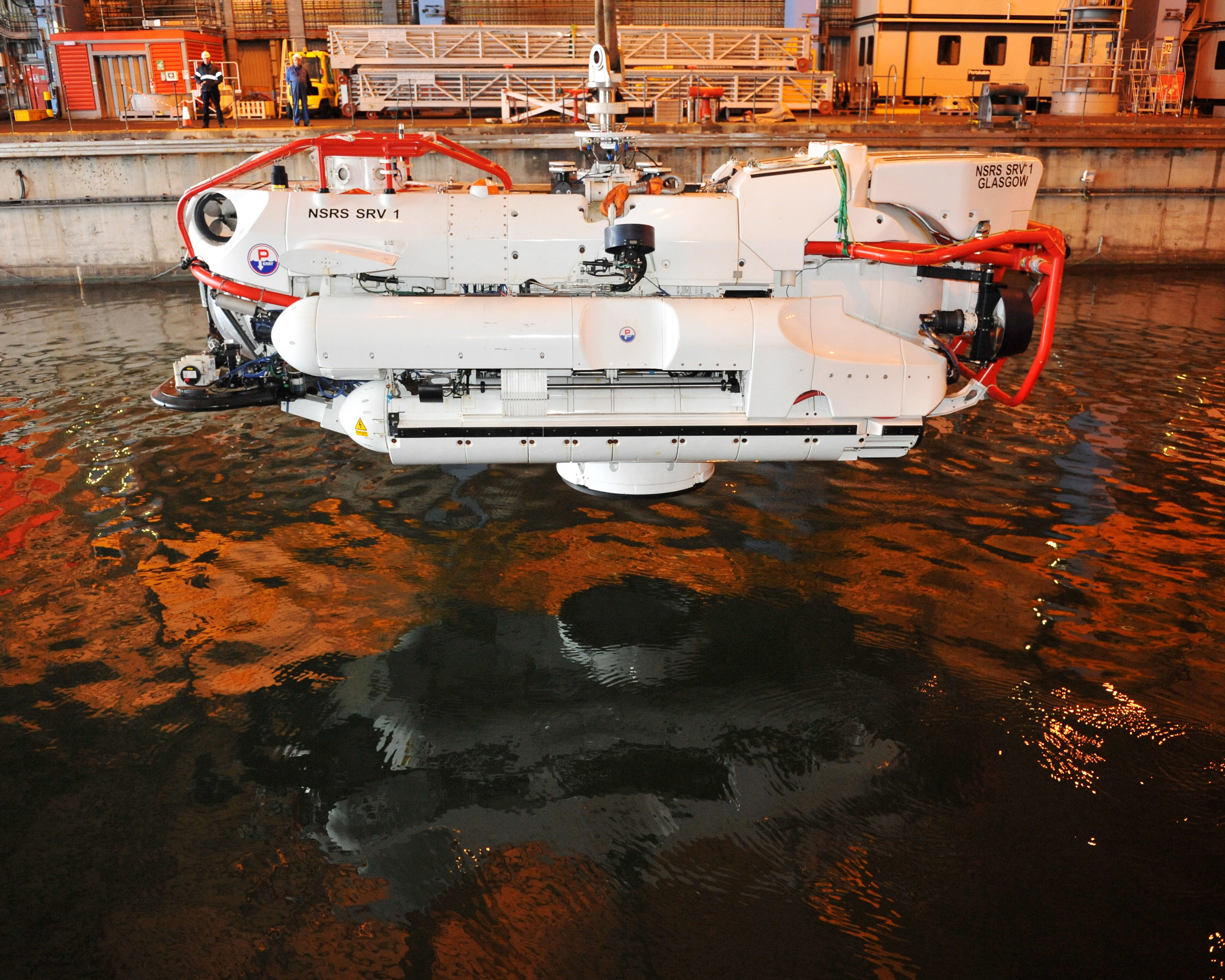
Le NSRS de profil en 2011.

Destiné à venir au secours d'équipage de sous-marin en difficulté dans les fonds marins, le sous-marin est conçu pour intervenir jusqu'à 600 mètres de profondeur et par mer dite « très forte ». Le SRV peut s'accoupler au sous-marin à secourir avec un angle maximum de 60 degrés,. 
La nouveauté de ce sous-marin est qu'il est mis en œuvre dans une chaîne complète de dépressurisation, le distinguant du système américain qui assurait auparavant seul le secours sous-marin des submersibles de l'OTAN. En effet un sous-marin accidenté peut voir sa pression atmosphérique intérieure augmenter fortement en cas d'une voie d'eau, risquant de provoquer une toxicité pulmonaire liée à l’oxygène et un accident de décompression lors du retour en surface. Aussi le NSRS est-il conçu pour se mettre à une pression identique à celle du sous-marin accidenté lorsqu'il se fixe sur le sas de secours de ce dernier (tous les sous-marins de l'OTAN possèdent un sas de secours normalisé sur leur dos), à remonter les marins sous cette pression. Le sous-marin est ensuite remonté sur le pont du bateau de secours puis relié par un sas à une des chambres de décompression où l'équipage naufragé est transféré. Une journée est nécessaire pour évacuer un équipage de 100 personnes. 
L'ensemble du système (sous-marin, chambres de décompression et portique) peut être déployé n'importe où dans le monde en 72 heures par avion cargo de type C5 Galaxy, C17 Globemaster III, Antonov 124, C-130 Hercules ou  A400 M. L'ensemble de l'équipement représente l'équivalent de  23 semi-remorques pour un poids total de 230 tonnes. Il peut opérer à partir de bateaux différents, ses concepteurs indiquant qu'en 2007 plus de 5 000 navires à travers le monde pourraient le mettre en œuvre dont le NoCGV Harstad norvégien.
Le sous-marin est construit sous maîtrise d'œuvre de Rolls-Royce par Perry Slingby Systems à Kirkbymoorside. Le sous-marin est en service depuis le 31 octobre 2008. Il est basé à la base navale britannique HMNB Clyde sur le site de Faslane en Écosse où il remplace le LR5.